# Nam Hối
Nam Hối (tiếng Trung: 南汇区, Hán Việt: Nam Hối khu) là một quận của thành phố trực thuộc trung ương Thượng Hải, Cộng hòa Nhân dân Trung Hoa. Đây là một quận ngoại thành của Thượng Hải. Quận này có diện tích 687,66 km2, dân số năm theo điều tra dân số năm 2000 là 785.100 người.

## Khí hậu
| Dữ liệu khí hậu của quận Nam Hối (1991–2020 normals, extremes 1981–2010) | Dữ liệu khí hậu của quận Nam Hối (1991–2020 normals, extremes 1981–2010) | Dữ liệu khí hậu của quận Nam Hối (1991–2020 normals, extremes 1981–2010) | Dữ liệu khí hậu của quận Nam Hối (1991–2020 normals, extremes 1981–2010) | Dữ liệu khí hậu của quận Nam Hối (1991–2020 normals, extremes 1981–2010) | Dữ liệu khí hậu của quận Nam Hối (1991–2020 normals, extremes 1981–2010) | Dữ liệu khí hậu của quận Nam Hối (1991–2020 normals, extremes 1981–2010) | Dữ liệu khí hậu của quận Nam Hối (1991–2020 normals, extremes 1981–2010) | Dữ liệu khí hậu của quận Nam Hối (1991–2020 normals, extremes 1981–2010) | Dữ liệu khí hậu của quận Nam Hối (1991–2020 normals, extremes 1981–2010) | Dữ liệu khí hậu của quận Nam Hối (1991–2020 normals, extremes 1981–2010) | Dữ liệu khí hậu của quận Nam Hối (1991–2020 normals, extremes 1981–2010) | Dữ liệu khí hậu của quận Nam Hối (1991–2020 normals, extremes 1981–2010) | Dữ liệu khí hậu của quận Nam Hối (1991–2020 normals, extremes 1981–2010) |
| Tháng                                                                    | 1                                                                        | 2                                                                        | 3                                                                        | 4                                                                        | 5                                                                        | 6                                                                        | 7                                                                        | 8                                                                        | 9                                                                        | 10                                                                       | 11                                                                       | 12                                                                       | Năm                                                                      |
| ------------------------------------------------------------------------ | ------------------------------------------------------------------------ | ------------------------------------------------------------------------ | ------------------------------------------------------------------------ | ------------------------------------------------------------------------ | ------------------------------------------------------------------------ | ------------------------------------------------------------------------ | ------------------------------------------------------------------------ | ------------------------------------------------------------------------ | ------------------------------------------------------------------------ | ------------------------------------------------------------------------ | ------------------------------------------------------------------------ | ------------------------------------------------------------------------ | ------------------------------------------------------------------------ |
| Cao kỉ lục °C (°F)                                                       | 22.1 (71.8)                                                              | 25.6 (78.1)                                                              | 27.4 (81.3)                                                              | 31.7 (89.1)                                                              | 34.3 (93.7)                                                              | 35.5 (95.9)                                                              | 39.0 (102.2)                                                             | 38.2 (100.8)                                                             | 36.6 (97.9)                                                              | 32.2 (90.0)                                                              | 27.6 (81.7)                                                              | 23.5 (74.3)                                                              | 39.0 (102.2)                                                             |
| Trung bình ngày tối đa °C (°F)                                           | 8.6 (47.5)                                                               | 10.2 (50.4)                                                              | 13.9 (57.0)                                                              | 19.3 (66.7)                                                              | 24.2 (75.6)                                                              | 27.1 (80.8)                                                              | 31.6 (88.9)                                                              | 31.3 (88.3)                                                              | 27.6 (81.7)                                                              | 23.0 (73.4)                                                              | 17.8 (64.0)                                                              | 11.5 (52.7)                                                              | 20.5 (68.9)                                                              |
| Trung bình ngày °C (°F)                                                  | 4.8 (40.6)                                                               | 6.2 (43.2)                                                               | 9.8 (49.6)                                                               | 14.9 (58.8)                                                              | 20.0 (68.0)                                                              | 23.7 (74.7)                                                              | 28.0 (82.4)                                                              | 27.9 (82.2)                                                              | 24.2 (75.6)                                                              | 19.1 (66.4)                                                              | 13.6 (56.5)                                                              | 7.3 (45.1)                                                               | 16.6 (61.9)                                                              |
| Tối thiểu trung bình ngày °C (°F)                                        | 1.8 (35.2)                                                               | 3.0 (37.4)                                                               | 6.4 (43.5)                                                               | 11.2 (52.2)                                                              | 16.5 (61.7)                                                              | 21.0 (69.8)                                                              | 25.3 (77.5)                                                              | 25.4 (77.7)                                                              | 21.4 (70.5)                                                              | 15.7 (60.3)                                                              | 10.1 (50.2)                                                              | 4.0 (39.2)                                                               | 13.5 (56.3)                                                              |
| Thấp kỉ lục °C (°F)                                                      | −7.9 (17.8)                                                              | −6.0 (21.2)                                                              | −4.2 (24.4)                                                              | −0.7 (30.7)                                                              | 7.1 (44.8)                                                               | 12.7 (54.9)                                                              | 18.7 (65.7)                                                              | 18.8 (65.8)                                                              | 11.5 (52.7)                                                              | 1.9 (35.4)                                                               | −1.7 (28.9)                                                              | −7.8 (18.0)                                                              | −7.9 (17.8)                                                              |
| Lượng Giáng thủy trung bình mm (inches)                                  | 72.2 (2.84)                                                              | 67.9 (2.67)                                                              | 97.5 (3.84)                                                              | 85.2 (3.35)                                                              | 94.0 (3.70)                                                              | 211.2 (8.31)                                                             | 135.7 (5.34)                                                             | 187.8 (7.39)                                                             | 126.0 (4.96)                                                             | 73.8 (2.91)                                                              | 63.7 (2.51)                                                              | 54.6 (2.15)                                                              | 1.269,6 (49.97)                                                          |
| Số ngày giáng thủy trung bình (≥ 0.1 mm)                                 | 10.9                                                                     | 10.1                                                                     | 13.4                                                                     | 12.0                                                                     | 11.8                                                                     | 15.0                                                                     | 11.6                                                                     | 11.9                                                                     | 10.2                                                                     | 7.8                                                                      | 9.4                                                                      | 8.8                                                                      | 132.9                                                                    |
| Số ngày tuyết rơi trung bình                                             | 1.8                                                                      | 1.5                                                                      | 0.5                                                                      | 0                                                                        | 0                                                                        | 0                                                                        | 0                                                                        | 0                                                                        | 0                                                                        | 0                                                                        | 0                                                                        | 0.8                                                                      | 4.6                                                                      |
| Độ ẩm tương đối trung bình (%)                                           | 77                                                                       | 78                                                                       | 78                                                                       | 77                                                                       | 78                                                                       | 85                                                                       | 82                                                                       | 83                                                                       | 81                                                                       | 78                                                                       | 78                                                                       | 75                                                                       | 79                                                                       |
| Số giờ nắng trung bình tháng                                             | 112.4                                                                    | 117.0                                                                    | 140.7                                                                    | 164.3                                                                    | 172.6                                                                    | 123.8                                                                    | 207.4                                                                    | 202.1                                                                    | 170.4                                                                    | 164.3                                                                    | 131.9                                                                    | 130.1                                                                    | 1.837                                                                    |
| Phần trăm nắng có thể                                                    | 35                                                                       | 37                                                                       | 38                                                                       | 42                                                                       | 41                                                                       | 29                                                                       | 48                                                                       | 50                                                                       | 46                                                                       | 47                                                                       | 42                                                                       | 42                                                                       | 41                                                                       |
| Nguồn: China Meteorological Administration                               |                                                                          |                                                                          |                                                                          |                                                                          |                                                                          |                                                                          |                                                                          |                                                                          |                                                                          |                                                                          |                                                                          |                                                                          |                                                                          |